# Danuria serratodentata
Danuria serratodentata är en bönsyrseart som beskrevs av Karsch 1889. Danuria serratodentata ingår i släktet Danuria och familjen Mantidae. Inga underarter finns listade i Catalogue of Life.